# Sutonocrea lobifer
Sutonocrea lobifer är en fjärilsart som beskrevs av Herrich-Schäffer 1855. Sutonocrea lobifer ingår i släktet Sutonocrea och familjen björnspinnare. Inga underarter finns listade i Catalogue of Life.